# SPEED VIDEO CLIPS「SPEED SPIRITS COMPLETE」
『SPEED VIDEO CLIPS「SPEED SPIRITS COMPLETE」』（スピード ビデオクリップス スピード スピリッツ コンプリート）は、日本の歌手グループSPEEDの前期と後期の作品を収録したミュージック・ビデオ集。2000年12月20日にトイズファクトリーより発売した。収録時間110分。発売されたのはDVDのみである。
ファーストミュージック・ビデオ集に収録されていたSPEEDの4人の会話のシーンはこちらではカットされている。特典映像として「Body & Soul」のPVで、違う視点などからメンバーそれぞれがメインになっている、約2分半ほどのPVとメイキング映像を組み合わせたものが収録されている。
SPEED THE MEMORIAL BEST 1335days Dear Friendsの2に入っている April-Theme of "Dear Friends"-が収録されている

## 収録
- Body & Soul
- STEADY
- Go! Go! Heaven
- Luv Vibration
- Wake Me Up!
- 熱帯夜
- White Love
- my graduation
- ALIVE
- ALL MY TRUE LOVE
- Precious Time
- Breakin' out to the morning
- Long Way Home
- Carry On my way
- April -Theme of "Dear Friends"-
- Body & Soul “Special Clips”

(Hiroko/Eriko/Takako/Hitoe Version)